# اسوتلانا آنتیپووا
اسوتلانا آنتیپووا (انگلیسی: Svetlana Antipova؛ زادهٔ ۲۰ اوت ۱۹۶۶) بازیکن بسکتبال اهل روسیه بود.